# Thanatus neimongol
Espèce
Thanatus neimongol est une espèce d'araignées aranéomorphes de la famille des Philodromidae.

## Distribution
Cette espèce est endémique de Mongolie-Intérieure en Chine.

## Étymologie
Son nom d'espèce lui a été donné en référence au lieu de sa découverte, la Mongolie-Intérieure.

## Publication originale
- Urita & Song, 1987 : Notes on Inner Mongolian spiders of the family Philodromidae. Journal of Inner Mongolia Teacher's University, vol. 1987, no 1, p. 28-37.